# Bobby Hebb
Robert Von Hebb (26 de julho de 1938 - Nashville, 3 de agosto de 2010) foi um cantor e compositor estadunidense.
Filho de cantores negros de rua, Hebb foi compositor de importantes sucessos musicais como a canção "Sunny", regravada por diversos artistas.
Bobby Hebb  morreu em 3 de agosto de 2010 no Centennial Medical Center em decorrência de um câncer de pulmão.